# Liste der Orte im Landkreis Haßberge
Die Liste der Orte im Landkreis Haßberge listet die 280 amtlich benannten Gemeindeteile (Hauptorte, Kirchdörfer, Pfarrdörfer, Dörfer, Weiler und Einöden) im Landkreis Haßberge auf.

## Systematische Liste
Alphabet der Städte und Gemeinden mit den zugehörigen Orten.
- Die Gemeinde Aidhausen mit 11 Gemeindeteilen:
  - Ehemaliger Markt Friesenhausen
  - Pfarrdorf Aidhausen
  - Kirchdörfer Happertshausen, Kerbfeld und Nassach
  - Dorf Rottenstein
  - Einöden Hörlesmühle, Kimmelmühle, Maimühle, Wasenmeisterei und Zimmermühle

- Die Gemeinde Breitbrunn mit 10 Gemeindeteilen:
  - Pfarrdorf Breitbrunn
  - Kirchdorf Lußberg
  - Dörfer Edelbrunn, Hermannsberg und Kottendorf
  - Weiler Finkenmühle und Hasenmühle
  - Einöden Doktorshof, Förstersgrund und Paßmühle links des Baches

- Die Gemeinde Bundorf mit 9 Gemeindeteilen:
  - Pfarrdörfer Bundorf und Schweinshaupten
  - Kirchdörfer Kimmelsbach, Neuses, Stöckach und Walchenfeld
  - Einöden Hellersmühle, Obermühle und Seemühle

- Der Markt Burgpreppach mit 16 Gemeindeteilen:
  - Hauptort Burgpreppach
  - Kirchdörfer Birkach, Gemeinfeld, Leuzendorf i.UFr. und Ueschersdorf
  - Dörfer Fitzendorf, Hohnhausen und Ibind
  - Einöden Eichelhof, Hecklesmühle, Ibindermühle, Kreuzmühle, Kuchenmühle, Rangenmühle, Schneidmühle und Steinertsmühle

- Die Gemeinde Ebelsbach mit 7 Gemeindeteilen:
  - Pfarrdörfer Ebelsbach, Gleisenau und Steinbach
  - Kirchdorf Schönbach
  - Dörfer Rudendorf und Schönbrunn
  - Weiler Schönbachsmühle

- Die Stadt Ebern mit 36 Gemeindeteilen:
  - Hauptort Ebern
  - Pfarrdörfer Fischbach und Jesserndorf
  - Kirchdörfer Albersdorf, Bischwind am Raueneck, Bramberg, Eyrichshof, Neuses am Raueneck, Reutersbrunn, Unterpreppach und Vorbach
  - Dörfer Brünn, Eichelberg, Fierst, Frickendorf, Heubach, Höchstädten, Rotenhan, Ruppach, Sandhof, Siegelfeld und Weißenbrunn
  - Weiler Gemünd, Kurzewind, Specke und Welkendorf
  - Einöden Brambergermühle, Gemündermühle, Hetschingsmühle, Lützelebern, Papiermühle, Pöppelsmühle, Ruppachsmühle, Sachsenhof und Straßenhof

- Die Stadt Eltmann mit 9 Gemeindeteilen:
  - Hauptort Eltmann
  - Pfarrdorf Limbach
  - Kirchdörfer Dippach am Main, Lembach, Rossstadt und Weisbrunn
  - Dorf Eschenbach

- Die Gemeinde Ermershausen mit 3 Gemeindeteilen:
  - Pfarrdorf Ermershausen
  - Einöden Holländermühle und Weidachsmühle

- Die Gemeinde Gädheim mit 3 Gemeindeteilen:
  - Pfarrdorf Gädheim
  - Kirchdörfer Greßhausen und Ottendorf

- Die Stadt Haßfurt mit 10 Gemeindeteilen:
  - Hauptort Haßfurt
  - Pfarrdörfer Augsfeld, Oberhohenried, Prappach und Unterhohenried
  - Kirchdörfer Sailershausen, Uchenhofen und Wülflingen
  - Dorf Sylbach
  - Weiler Mariaburghausen

- Die Stadt Hofheim in Unterfranken mit 21 Gemeindeteilen:
  - Hauptort Hofheim i.UFr.
  - Ehemaliger Markt Ostheim
  - Pfarrdörfer Lendershausen und Rügheim
  - Kirchdörfer Eichelsdorf, Goßmannsdorf, Manau und Reckertshausen
  - Dorf Sulzbach
  - Weiler Erlsdorf
  - Einöden Aurachsmühle, Fahresmühle, Fuchsmühle, Hessenmühle, Mittelmühle, Neumühle, Rohrmühle, Schloßmühle, Sulzenmühle und Untere Mühle
  - Schloss Bettenburg

- Die Gemeinde Kirchlauter mit 9 Gemeindeteilen:
  - Pfarrdorf Kirchlauter
  - Kirchdorf Neubrunn
  - Dörfer Goggelgereuth und Pettstadt
  - Weiler Weikartslauter
  - Einöden Hecklesmühle, Klaubmühle, Paßmühle rechts des Baches und Winterhof

- Die Gemeinde Knetzgau mit 9 Gemeindeteilen:
  - Pfarrdörfer Knetzgau, Westheim und Zell am Ebersberg
  - Kirchdörfer Eschenau, Hainert, Oberschwappach, Unterschwappach und Wohnau
  - Einöde Neuhaus

- Die Stadt Königsberg i.Bay. mit 17 Gemeindeteilen:
  - Hauptort Königsberg i.Bay.
  - Pfarrdörfer Dörflis, Hellingen und Holzhausen
  - Kirchdörfer Altershausen, Hofstetten, Junkersdorf, Köslau, Römershofen und Unfinden
  - Dorf Kottenbrunn
  - Weiler Bühl
  - Gut Windberg
  - Einöden Erbrechtshausen, Rainmühle, Riedmühle und Zinkenmühle

- Der Markt Maroldsweisach mit 28 Gemeindeteilen:
  - Hauptort Maroldsweisach
  - Ehemaliger Markt Birkenfeld
  - Pfarrdörfer Altenstein, Ditterswind, Eckartshausen und Hafenpreppach
  - Kirchdörfer Dürrenried, Geroldswind, Pfaffendorf und Wasmuthhausen
  - Dörfer Allertshausen, Dippach, Ebene, Greßelgrund, Marbach, Todtenweisach und Voccawind
  - Weiler Gückelhirn
  - Einöden Bastenmühle, Breitenbach, Gabelsmühle, Großsaarhof, Neumühle, Neumühle, Obere Mühle, Voccawindermühle, Winhausen und Wüstenbirkach

- Die Gemeinde Oberaurach mit 11 Gemeindeteilen:
  - Pfarrdörfer Dankenfeld, Oberschleichach und Trossenfurt
  - Kirchdörfer Fatschenbrunn, Kirchaich, Neuschleichach und Unterschleichach
  - Dörfer Hummelmarter, Nützelbach und Tretzendorf
  - Einöde Kotzmühle

- Die Gemeinde Pfarrweisach mit 9 Gemeindeteilen:
  - Pfarrdorf Pfarrweisach
  - Kirchdörfer Junkersdorf an der Weisach, Kraisdorf, Lichtenstein, Lohr und Rabelsdorf
  - Dörfer Dürrnhof und Römmelsdorf
  - Weiler Herbelsdorf

- Die Gemeinde Rauhenebrach mit 16 Gemeindeteilen:
  - Ehemaliger Markt Prölsdorf
  - Pfarrdörfer Theinheim und Untersteinbach
  - Kirchdörfer Fabrikschleichach, Falsbrunn, Fürnbach, Geusfeld, Karbach, Koppenwind, Obersteinbach und Wustviel
  - Dörfer Schindelsee und Spielhof
  - Einöden Klebheimerhof, Markertsgrün und Waldschwind

- Der Markt Rentweinsdorf mit 10 Gemeindeteilen:
  - Hauptort Rentweinsdorf
  - Kirchdorf Salmsdorf
  - Dörfer Gräfenholz, Lind, Losbergsgereuth, Sendelbach und Treinfeld
  - Weiler Ottneuses
  - Einöden Hebendorf und Treinfeldsmühle

- Die Gemeinde Riedbach mit 5 Gemeindeteilen:
  - Pfarrdorf Mechenried
  - Kirchdörfer Humprechtshausen, Kleinmünster, Kleinsteinach und Kreuzthal

- Die Gemeinde Sand am Main mit dem gleichnamigen Pfarrdorf

- Die Gemeinde Stettfeld mit dem gleichnamigen Pfarrdorf

- Die Gemeinde Theres mit 7 Gemeindeteilen:
  - Pfarrdörfer Obertheres und Untertheres
  - Kirchdörfer Buch und Horhausen
  - Dorf Wagenhausen
  - Einöden Eichenbühl und Steinsmühle

- Die Gemeinde Untermerzbach mit 13 Gemeindeteilen:
  - Pfarrdorf Untermerzbach
  - Kirchdörfer Gereuth, Gleusdorf und Memmelsdorf in Unterfranken
  - Dörfer Buch, Hemmendorf, Obermerzbach, Recheldorf und Wüstenwelsberg
  - Weiler Landsbach
  - Einöden Kadersmühle, Muckenlochsmühle und Truschenhof

- Die Gemeinde Wonfurt mit 5 Gemeindeteilen:
  - Pfarrdörfer Steinsfeld und Wonfurt
  - Kirchdorf Dampfach
  - Einöden Petersmühle und Reinhardswinden

- Die Stadt Zeil am Main mit 7 Gemeindeteilen:
  - Hauptort Zeil am Main
  - Pfarrdörfer Krum und Ziegelanger
  - Dörfer Bischofsheim, Schmachtenberg und Sechsthal
  - Einöde Weidenmühle

## Alphabetische Liste
In Fettschrift erscheinen die Orte, die namengebend für die Gemeinde sind.

### A
- Aidhausen
- Albersdorf zu Ebern
- Allertshausen zu Maroldsweisach
- Altenstein zu Maroldsweisach
- Altershausen zu Königsberg i.Bay.
- Augsfeld zu Haßfurt
- Aurachsmühle zu Hofheim in Unterfranken

### B
- Bastenmühle zu Maroldsweisach
- Bettenburg zu Hofheim in Unterfranken
- Birkach zu Burgpreppach
- Birkenfeld zu Maroldsweisach
- Bischofsheim zu Zeil am Main
- Bischwind am Raueneck zu Ebern
- Bramberg zu Ebern
- Brambergermühle zu Ebern
- Breitbrunn
- Breitenbach zu Maroldsweisach
- Brünn zu Ebern
- Buch zu Theres
- Buch zu Untermerzbach
- Bühl zu Königsberg i.Bay.
- Bundorf
- Burgpreppach

### D
- Dampfach zu Wonfurt
- Dankenfeld zu Oberaurach
- Dippach am Main zu Eltmann
- Dippach zu Maroldsweisach
- Ditterswind zu Maroldsweisach
- Doktorshof zu Breitbrunn
- Dörflis zu Königsberg i.Bay.
- Dürrenried zu Maroldsweisach
- Dürrnhof zu Pfarrweisach

### E
- Ebelsbach
- Ebene zu Maroldsweisach
- Ebern
- Eckartshausen zu Maroldsweisach
- Edelbrunn zu Breitbrunn
- Eichelberg zu Ebern
- Eichelhof zu Burgpreppach
- Eichelsdorf zu Hofheim in Unterfranken
- Eichenbühl zu Theres
- Eltmann
- Erbrechtshausen zu Königsberg i.Bay.
- Erlsdorf zu Hofheim in Unterfranken
- Ermershausen
- Eschenau zu Knetzgau
- Eschenbach zu Eltmann
- Eyrichshof zu Ebern

### F
- Fabrikschleichach zu Rauhenebrach
- Fahresmühle zu Hofheim in Unterfranken
- Falsbrunn zu Rauhenebrach
- Fatschenbrunn zu Oberaurach
- Fierst zu Ebern
- Finkenmühle zu Breitbrunn
- Fischbach zu Ebern
- Fitzendorf zu Burgpreppach
- Förstersgrund zu Breitbrunn
- Frickendorf zu Ebern
- Friesenhausen zu Aidhausen
- Fuchsmühle zu Hofheim in Unterfranken
- Fürnbach zu Rauhenebrach

### G
- Gabelsmühle zu Maroldsweisach
- Gädheim
- Gemeinfeld zu Burgpreppach
- Gemünd zu Ebern
- Gemündermühle zu Ebern
- Gereuth zu Untermerzbach
- Geroldswind zu Maroldsweisach
- Geusfeld zu Rauhenebrach
- Gleisenau zu Ebelsbach
- Gleusdorf zu Untermerzbach
- Goggelgereuth zu Kirchlauter
- Goßmannsdorf zu Hofheim in Unterfranken
- Gräfenholz zu Rentweinsdorf
- Greßelgrund zu Maroldsweisach
- Greßhausen zu Gädheim
- Großsaarhof zu Maroldsweisach
- Gückelhirn zu Maroldsweisach

### H
- Hafenpreppach zu Maroldsweisach
- Hainert zu Knetzgau
- Happertshausen zu Aidhausen
- Hasenmühle zu Breitbrunn
- Haßfurt
- Hebendorf zu Rentweinsdorf
- Hecklesmühle zu Burgpreppach
- Hecklesmühle zu Kirchlauter
- Hellersmühle zu Bundorf
- Hellingen zu Königsberg i.Bay.
- Hemmendorf zu Untermerzbach
- Herbelsdorf zu Pfarrweisach
- Hermannsberg zu Breitbrunn
- Hessenmühle zu Hofheim in Unterfranken
- Hetschingsmühle zu Ebern
- Heubach zu Ebern
- Höchstädten zu Ebern
- Hofheim i.UFr.
- Hofstetten zu Königsberg i.Bay.
- Hohnhausen zu Burgpreppach
- Holländermühle zu Ermershausen
- Holzhausen zu Königsberg i.Bay.
- Horhausen zu Theres
- Hörlesmühle zu Aidhausen
- Hummelmarter zu Oberaurach
- Humprechtshausen zu Riedbach

### I
- Ibind zu Burgpreppach
- Ibindermühle zu Burgpreppach

### J
- Jesserndorf zu Ebern
- Junkersdorf an der Weisach zu Pfarrweisach
- Junkersdorf zu Königsberg i.Bay.

### K
- Kadersmühle zu Untermerzbach
- Karbach zu Rauhenebrach
- Kerbfeld zu Aidhausen
- Kimmelmühle zu Aidhausen
- Kimmelsbach zu Bundorf
- Kirchaich zu Oberaurach
- Kirchlauter
- Klaubmühle zu Kirchlauter
- Klebheimerhof zu Rauhenebrach
- Kleinmünster zu Riedbach
- Kleinsteinach zu Riedbach
- Knetzgau
- Königsberg i.Bay.
- Koppenwind zu Rauhenebrach
- Köslau zu Königsberg i.Bay.
- Kottenbrunn zu Königsberg i.Bay.
- Kottendorf zu Breitbrunn
- Kotzmühle zu Oberaurach
- Kraisdorf zu Pfarrweisach
- Kreuzmühle zu Burgpreppach
- Kreuzthal zu Riedbach
- Krum zu Zeil am Main
- Kuchenmühle zu Burgpreppach
- Kurzewind zu Ebern

### L
- Landsbach zu Untermerzbach
- Lembach zu Eltmann
- Lendershausen zu Hofheim in Unterfranken
- Leuzendorf in Unterfranken zu Burgpreppach
- Lichtenstein zu Pfarrweisach
- Limbach zu Eltmann
- Lind zu Rentweinsdorf
- Lohr zu Pfarrweisach
- Losbergsgereuth zu Rentweinsdorf
- Lußberg zu Breitbrunn
- Lützelebern zu Ebern

### M
- Maimühle zu Aidhausen
- Manau zu Hofheim in Unterfranken
- Marbach zu Maroldsweisach
- Mariaburghausen zu Haßfurt
- Markertsgrün zu Rauhenebrach
- Maroldsweisach
- Mechenried zu Riedbach
- Memmelsdorf in Unterfranken zu Untermerzbach
- Mittelmühle zu Hofheim in Unterfranken
- Muckenlochsmühle zu Untermerzbach

### N
- Nassach zu Aidhausen
- Neubrunn zu Kirchlauter
- Neuhaus zu Knetzgau
- Neumühle zu Hofheim in Unterfranken
- Neumühle zu Maroldsweisach
- Neumühle zu Maroldsweisach
- Neuschleichach zu Oberaurach
- Neuses am Raueneck zu Ebern
- Neuses zu Bundorf
- Nützelbach zu Oberaurach

### O
- Obere Mühle zu Maroldsweisach
- Oberhohenried zu Haßfurt
- Obermerzbach zu Untermerzbach
- Obermühle zu Bundorf
- Oberschleichach zu Oberaurach
- Oberschwappach zu Knetzgau
- Obersteinbach zu Rauhenebrach
- Obertheres zu Theres
- Ostheim zu Hofheim in Unterfranken
- Ottendorf zu Gädheim
- Ottneuses zu Rentweinsdorf

### P
- Papiermühle zu Ebern
- Paßmühle links des Baches zu Breitbrunn
- Paßmühle rechts des Baches zu Kirchlauter
- Petersmühle zu Wonfurt
- Pettstadt zu Kirchlauter
- Pfaffendorf zu Maroldsweisach
- Pfarrweisach
- Pöppelsmühle zu Ebern
- Prappach zu Haßfurt
- Prölsdorf zu Rauhenebrach

### R
- Rabelsdorf zu Pfarrweisach
- Rainmühle zu Königsberg i.Bay.
- Rangenmühle zu Burgpreppach
- Recheldorf zu Untermerzbach
- Reckertshausen zu Hofheim in Unterfranken
- Reinhardswinden zu Wonfurt
- Rentweinsdorf
- Reutersbrunn zu Ebern
- Riedmühle zu Königsberg i.Bay.
- Rohrmühle zu Hofheim in Unterfranken
- Römershofen zu Königsberg i.Bay.
- Römmelsdorf zu Pfarrweisach
- Rossstadt zu Eltmann
- Rotenhan zu Ebern
- Rottenstein zu Aidhausen
- Rudendorf zu Ebelsbach
- Rügheim zu Hofheim in Unterfranken
- Ruppach zu Ebern
- Ruppachsmühle zu Ebern

### S
- Sachsenhof zu Ebern
- Sailershausen zu Haßfurt
- Salmsdorf zu Rentweinsdorf
- Sand am Main
- Sandhof zu Ebern
- Schindelsee zu Rauhenebrach
- Schloßmühle zu Hofheim in Unterfranken
- Schmachtenberg zu Zeil am Main
- Schneidmühle zu Burgpreppach
- Schönbach zu Ebelsbach
- Schönbachsmühle zu Ebelsbach
- Schönbrunn zu Ebelsbach
- Schweinshaupten zu Bundorf
- Sechsthal zu Zeil am Main
- Seemühle zu Bundorf
- Sendelbach zu Rentweinsdorf
- Siegelfeld zu Ebern
- Specke zu Ebern
- Spielhof zu Rauhenebrach
- Steinbach zu Ebelsbach
- Steinertsmühle zu Burgpreppach
- Steinsfeld zu Wonfurt
- Steinsmühle zu Theres
- Stettfeld
- Stöckach zu Bundorf
- Straßenhof zu Ebern
- Sulzbach zu Hofheim in Unterfranken
- Sulzenmühle zu Hofheim in Unterfranken
- Sylbach zu Haßfurt

### T
- Theinheim zu Rauhenebrach
- Todtenweisach zu Maroldsweisach
- Treinfeld zu Rentweinsdorf
- Treinfeldsmühle zu Rentweinsdorf
- Tretzendorf zu Oberaurach
- Trossenfurt zu Oberaurach
- Truschenhof zu Untermerzbach

### U
- Uchenhofen zu Haßfurt
- Ueschersdorf zu Burgpreppach
- Unfinden zu Königsberg i.Bay.
- Untere Mühle zu Hofheim in Unterfranken
- Unterhohenried zu Haßfurt
- Untermerzbach
- Unterpreppach zu Ebern
- Unterschleichach zu Oberaurach
- Unterschwappach zu Knetzgau
- Untersteinbach zu Rauhenebrach
- Untertheres zu Theres

### V
- Voccawind zu Maroldsweisach
- Voccawindermühle zu Maroldsweisach
- Vorbach zu Ebern

### W
- Wagenhausen zu Theres
- Walchenfeld zu Bundorf
- Waldschwind zu Rauhenebrach
- Wasenmeisterei zu Aidhausen
- Wasmuthhausen zu Maroldsweisach
- Weidachsmühle zu Ermershausen
- Weidenmühle zu Zeil am Main
- Weikartslauter zu Kirchlauter
- Weisbrunn zu Eltmann
- Weißenbrunn zu Ebern
- Welkendorf zu Ebern
- Westheim zu Knetzgau
- Windberg zu Königsberg i.Bay.
- Winhausen zu Maroldsweisach
- Winterhof zu Kirchlauter
- Wohnau zu Knetzgau
- Wonfurt
- Wülflingen zu Haßfurt
- Wüstenbirkach zu Maroldsweisach
- Wüstenwelsberg zu Untermerzbach
- Wustviel zu Rauhenebrach

### Z
- Zeil am Main
- Zell am Ebersberg zu Knetzgau
- Ziegelanger zu Zeil am Main
- Zimmermühle zu Aidhausen
- Zinkenmühle zu Königsberg i.Bay.

| ↑ Zurück zum Inhaltsverzeichnis |